# Nicole Fugere
Nicole Marie Fugere (Milwaukee, 25 settembre 1986) è un'attrice statunitense. È nota per aver interpretato Mercoledì Addams nel film La famiglia Addams si riunisce  e nella serie televisiva La nuova famiglia Addams.

## Biografia
Nicole Fugere ha iniziato a lavorare come modella all'età di nove mesi, seguendo i passi delle proprie sorelle. A sette anni ha scoperto un interesse per la recitazione e ha incominciato a prendere parte al Northwest Children's Theater di Portland, in Oregon. Nicole Fugere si è diplomata al college a Washington.
Il suo primo ruolo da protagonista è stato nella produzione Ramona of Klickitat Street, tratta dalla serie di romanzi Ramona, ed è apparsa in numerose pubblicità. Il suo primo ruolo in un film in spagnolo è stato nel 1997, con Le cose che non ti ho mai detto (Cosas que nunca te dije).
Nel 1998 Nicole Fugere viene scelta per interpretare il ruolo di Mercoledì Addams nel film La famiglia Addams si riunisce (Addams Family Reunion), trasmesso via cavo e distribuito direct-to-video, dopo aver speso l'estate del 1997 in audizioni a Los Angeles. In seguito le viene assegnata nuovamente la parte di Mercoledì per la successiva serie televisiva La nuova famiglia Addams (The New Addams Family), una versione aggiornata del telefilm degli anni sessanta, trasmessa dal canale televisivo statunitense Fox Family dal 1998 al 1999, comparendo in quasi tutti i 65 episodi.
In seguito Nicole Fugere si è ritirata dall'industria dello spettacolo per concentrarsi sullo studio e sul suo lavoro nell'industria di Internet come direttore di servizi web.

## Filmografia

### Cinema
- Le cose che non ti ho mai detto (Cosas que nunca te dije), regia di Isabel Coixet (1996)
- La famiglia Addams si riunisce (Addams Family Reiunion), regia di Dave Payne (1998)

### Televisione
- La nuova famiglia Addams (The New Addams Family) - serie TV, 65 episodi (1998-1999)